# Motocicleta de turismo

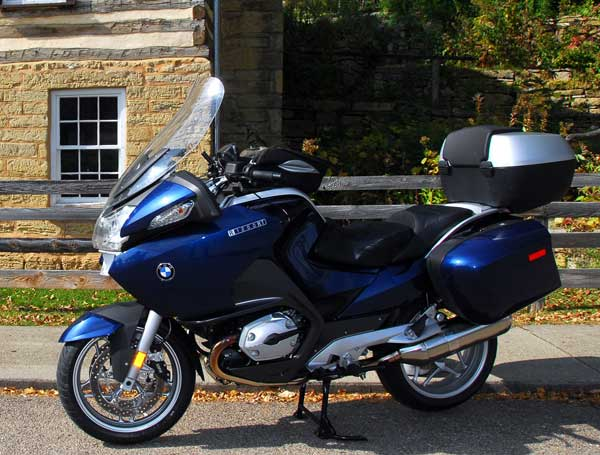
BMW R1200RT, una motocicleta de turismo.

Una motocicleta de turismo es un tipo de motocicleta diseñada específicamente para realizar viajes largos. Las motocicletas de turismo suelen tener parabrisas y carenados que ofrecen un alto grado de protección contra la intemperie y el viento, motores de gran cilindrada que desarrollan bastantes caballos de fuerza y tanques de combustible de gran capacidad para largas distancias entre repostajes, maletas a los lados de la parte trasera y la posición del asiento posee una forma más relajada y erguida que las motos deportivas. Particularmente en los Estados Unidos, las motocicletas de turismo pueden recibir nombres como bagger, full bagger, full dresser, full dress tourer o dresser.

## Turismo full-dress
Las turismo full-dress son motocicletas diseñadas específicamente para andar en pavimento. Se caracterizan generalmente por carenados extremadamente grandes y una carrocería amplia en comparación con otros tipos de turismos. El equipaje rígido está integrado en el diseño de la motocicleta, que normalmente tiene un motor de gran cilindrada y par motor con una posición de conducción muy erguida y cómoda.
Además, las comodidades opcionales pueden incluir estéreos completos (radios AM/FM con reproductores de CD o conexiones para MP3), radio satelital, asientos y empuñaduras con calefacción, sistemas de navegación GPS, parabrisas, compresores de aire integrados y bolsas de aire.
|                  |
| Honda Gold Wing. |

|                            |
| Yamaha Royal Star Venture. |

|                                |
| Harley-Davidson Electra Glide. |

## Turismo de aventura
La turismo de aventura es una motocicleta de doble deporte que permite recorridos de largo alcance tanto en carretera como fuera de ella. Las turismo de aventura tienen una gran distancia al suelo (para uso todoterreno), gran capacidad de combustible y motores sometidos a grandes esfuerzos para una alta fiabilidad.
Pueden tener sistemas de navegación GPS robustos, ruedas con radios de alambre con neumáticos con tacos legales para la carretera , placas protectoras (para proteger el motor y la transmisión durante el uso fuera de la carretera) y alforjas de metal resistente. Los turismos de aventura modificados a veces se utilizan en eventos como el Rally Dakar.
|               |
| BMW R1200 GS. |

|                    |
| KTM 990 Adventure. |

|                |
| Yamaha XT 500. |

## Deportiva de turismo
Las deportivas de turismo son una forma híbrida de motocicleta entre Superbike y Turismo. Formando un nicho de mercado, las deportivas de turismo combinan el rendimiento de una motocicleta deportiva con las capacidades de larga distancia y la comodidad de una motocicleta de turismo. Muestran un énfasis mucho mayor en el rendimiento deportivo (tanto en el manejo como en la velocidad) que las turismo convencionales. Las deportivas de turismo pueden tener equipaje rígido como equipo estándar o como un extra opcional. La mayoría de fabricantes de motocicletas tienden a tener un solo sport tourer, como la Triumph Sprint ST o la Yamaha FJR1300, aunque Honda tiene tres modelos y BMW cuatro.
|                      |
| Yamaha MT-09 Tracer. |

|                  |
| Kawasaki Versys. |

|                     |
| Ducati Multistrada. |